# 気象庁松代地震観測所
座標: 北緯36度32分38秒 東経138度12分22秒 / 北緯36.54389度 東経138.20611度

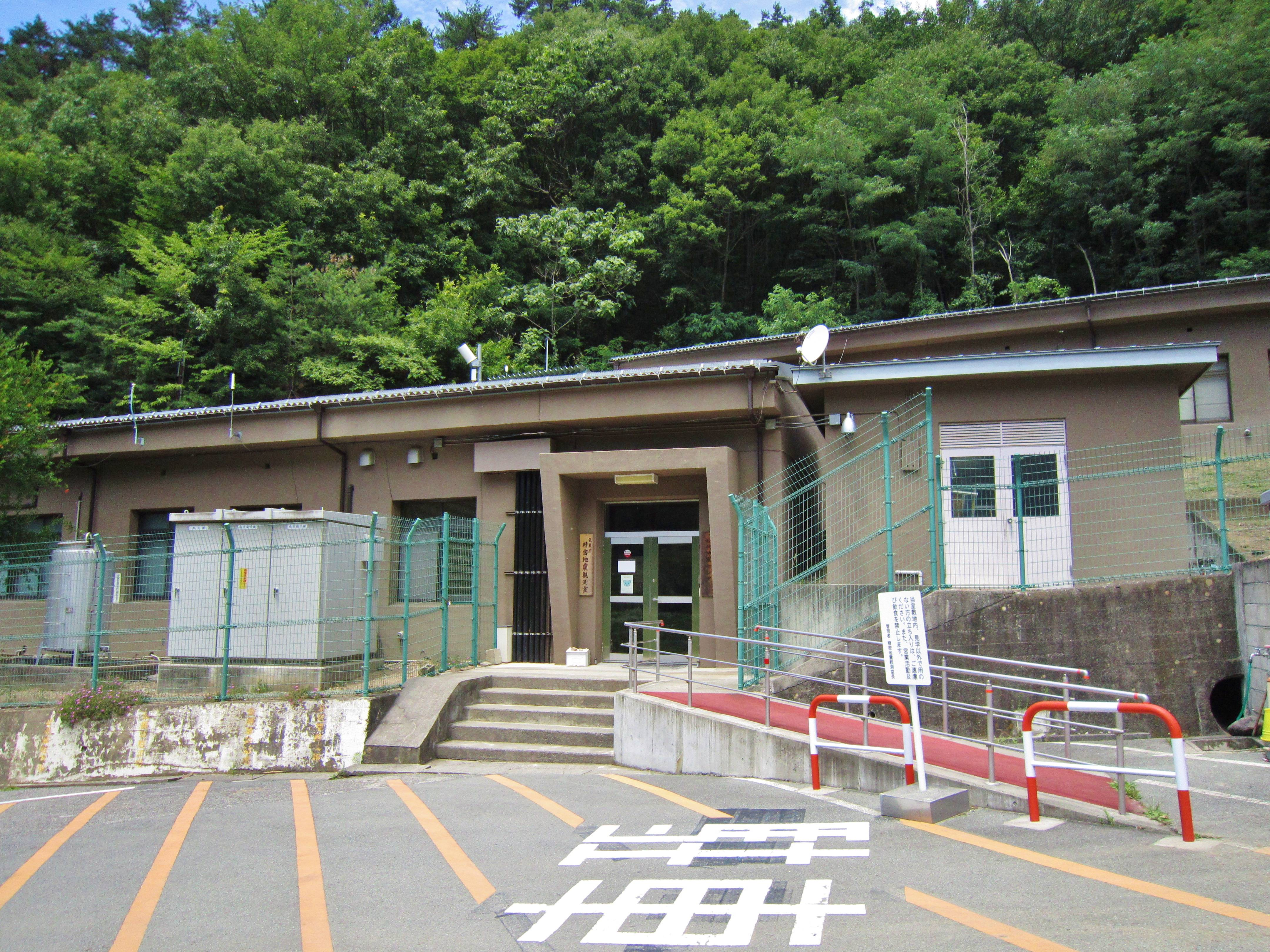
松代地震観測所2号庁舎

気象庁松代地震観測所（きしょうちょう まつしろじしんかんそくじょ、正式名称：気象庁地震火山部地震津波監視課松代地震観測所）は、長野県長野市松代町にある気象庁の地震観測所。舞鶴山（標高 510m）の南山麓の松代大本営跡を利用した、日本最大級の地震観測施設である。

## 概要
海岸からの距離が遠く波浪の影響を受けない、大都市から距離があり生活振動の影響を受けにくい、安定した岩盤（閃緑ひん岩と黒色頁岩）があるなど高感度地震計の設置に適する立地を生かし、1947年に中央気象台松代分室が設置され地震観測が始まった。主要な地震計は、舞鶴山山頂下100mの松代大本営跡の地下坑道内に設置され、1965年8月3日から始まった松代群発地震で貴重なデータを採取するなど、日本における地震観測研究の中心的組織であった。
なお、松代地震観測所内にある松代地震センターは、任務の関連があるものの全くの別組織である。

## 沿革
- 1944年11月11日 - 大本営の移転工事開始（1945年8月15日、日本の降伏により工事中止）。
- 1947年5月1日 - 予定地の洞窟に中央気象台松代分室を設置。
- 1948年2月13日 - 中央気象台松代地震観測所に改称。
- 1949年
  - 5月7日 - ウィーヘルト地震計による観測開始。以後各種地震計、傾斜計を設置して観測。
  - 6月1日 - 地震観測所に改称。
- 1950年8月1日 - 1トン長周期地震計による観測開始（すす書き記録）（1966年4月11日 観測終了）
- 1951年4月1日 - 百葉箱設置。気象観測開始。
- 1953年9月3日 - 石英ガラス管伸縮計による観測開始。
- 1965年
  - 8月3日 - ひずみ地震計による観測開始。
  - 8月3日 - 松代群発地震が始まる。
- 1967年2月8日 -「松代地震センター」（関係省庁、地震観測所と長野県による協議体）設立。
- 1983年4月1日 - 群列地震観測システム運用開始。
- 1988年9月1日 - STS-1型超広帯域地震計による観測開始。
- 1992年4月1日 - 震度計による計測震度観測開始。
- 1995年4月1日 - 気象庁地震火山部地震津波監視課精密地震観測室に改称。
- 1996年
  - 3月21日 - 計測震度計の機能強化｡
  - 6月25日 - STS-2型地震計による観測開始。
- 1997年11月28日 - 群列地震観測システムに中尾根観測点を増設し運用開始。
- 2001年10月3日 - 多点大口径アレイシステム（SATELAA）を用いた遠地地震震源計算の試行開始。
- 2003年7月29日 - LISS（Live Internet Seismic Server）を用いた遠地地震震源通報の試行開始。
- 2005年3月28日 - 北西太平洋津波情報センター業務の支援開始。
- 2007年10月30日 - 群列地震観測システム伝送装置・処理装置更新
- 2008年3月28日 - ボアホール型広帯域地震計整備
- 2014年4月1日 - 気象庁地震火山部地震津波監視課松代地震観測所に改称
- 2016年4月1日 - 松代地震観測所で行っている地震解析業務を気象庁本庁へ移管し、無人化。松代地震観測所の施設や観測機器の維持管理、その他関連する事務については、長野地方気象台が処理する[3]。

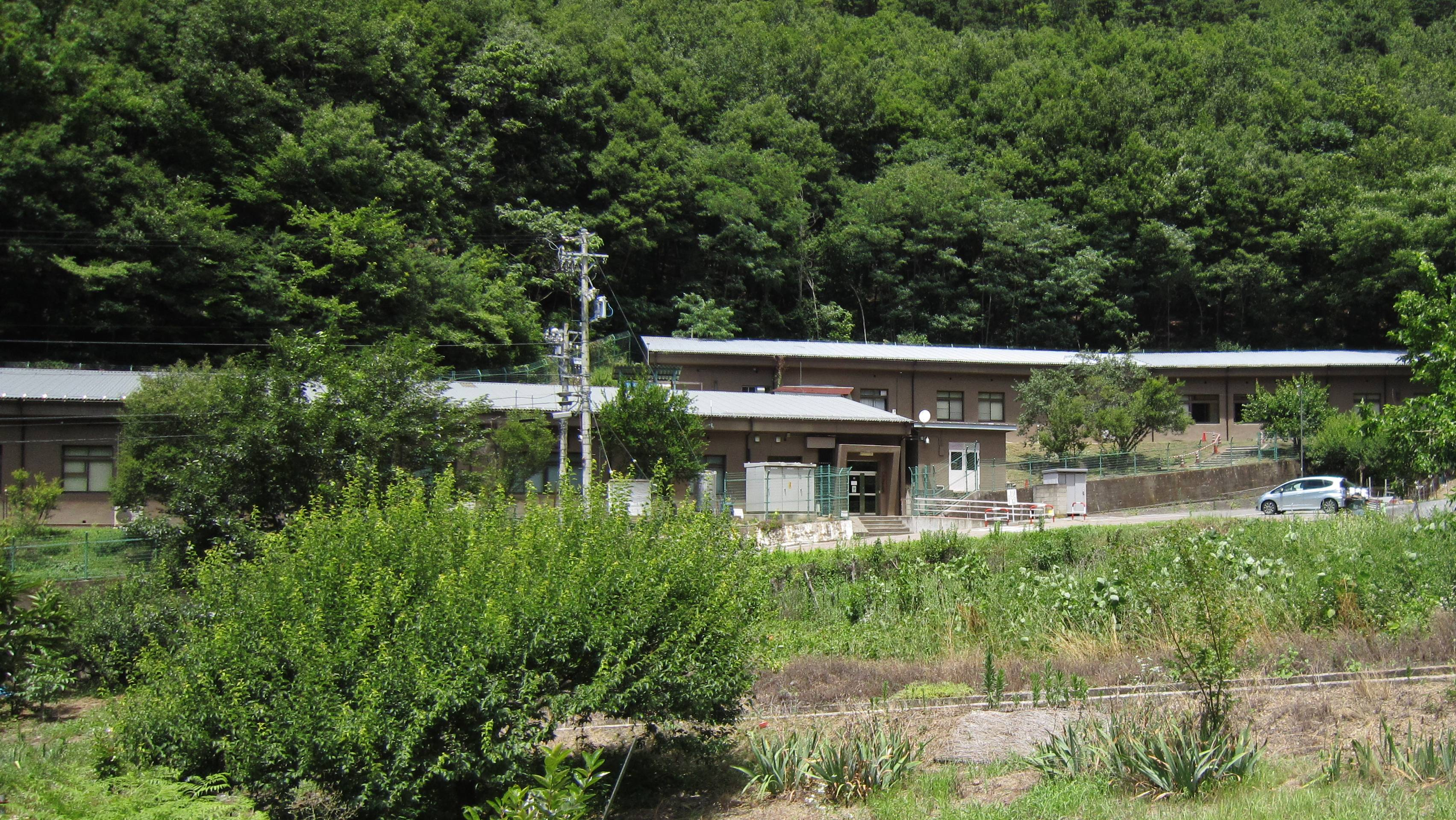
1号庁舎（右奥）・2号庁舎（左手前）

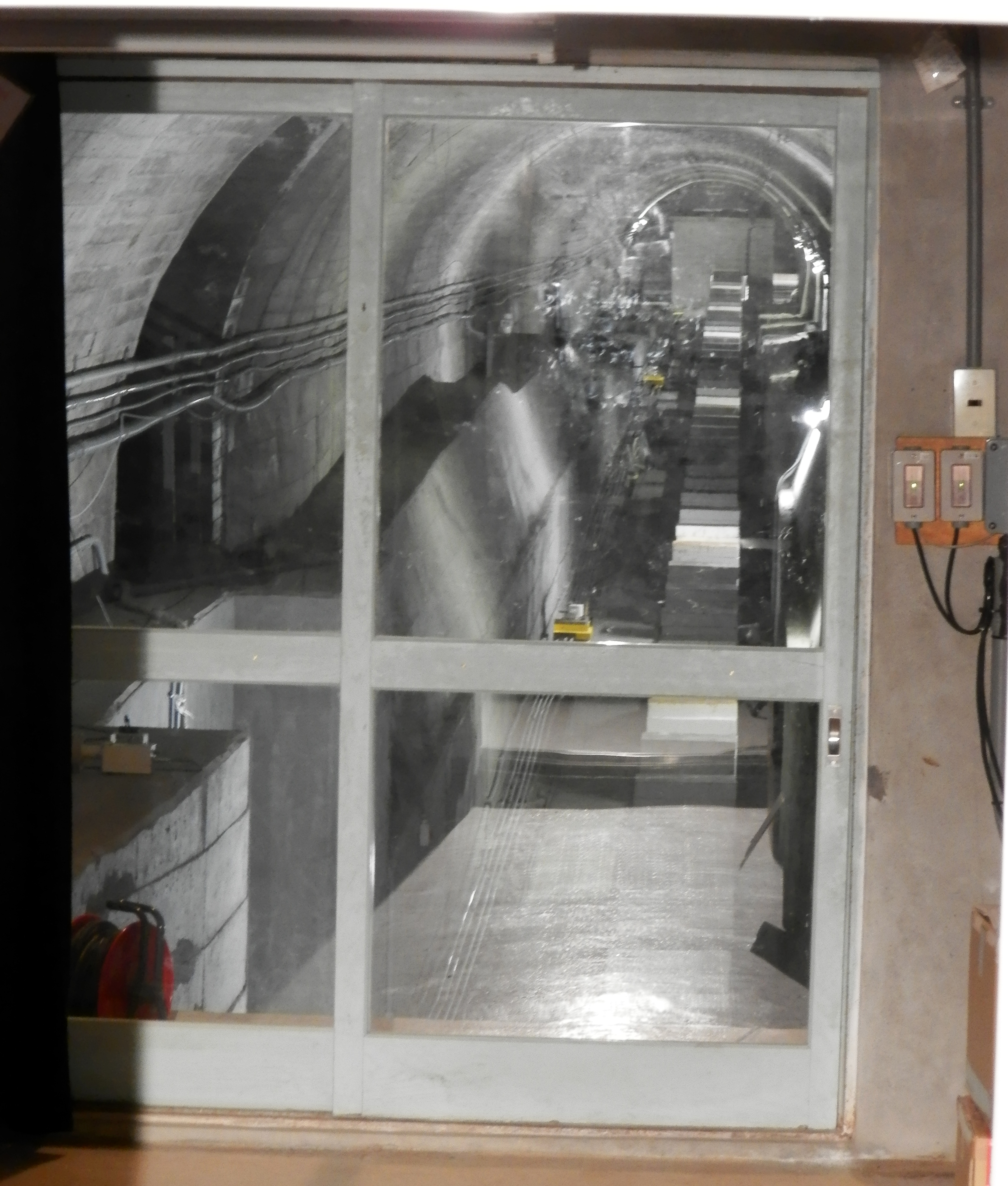
気象庁松代地震観測所小坑道に設置されている石英管ひずみ地震計

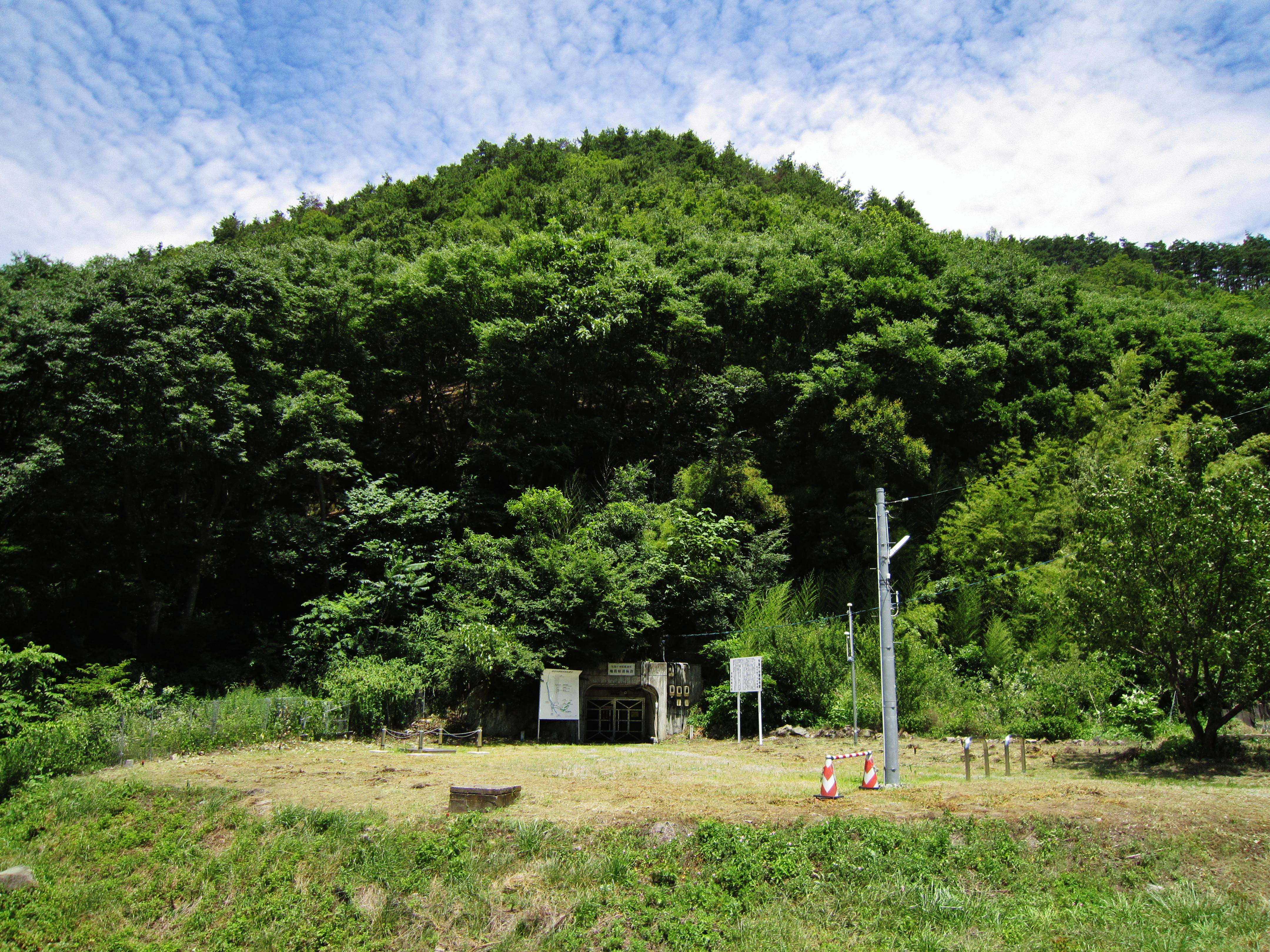
大坑道入口

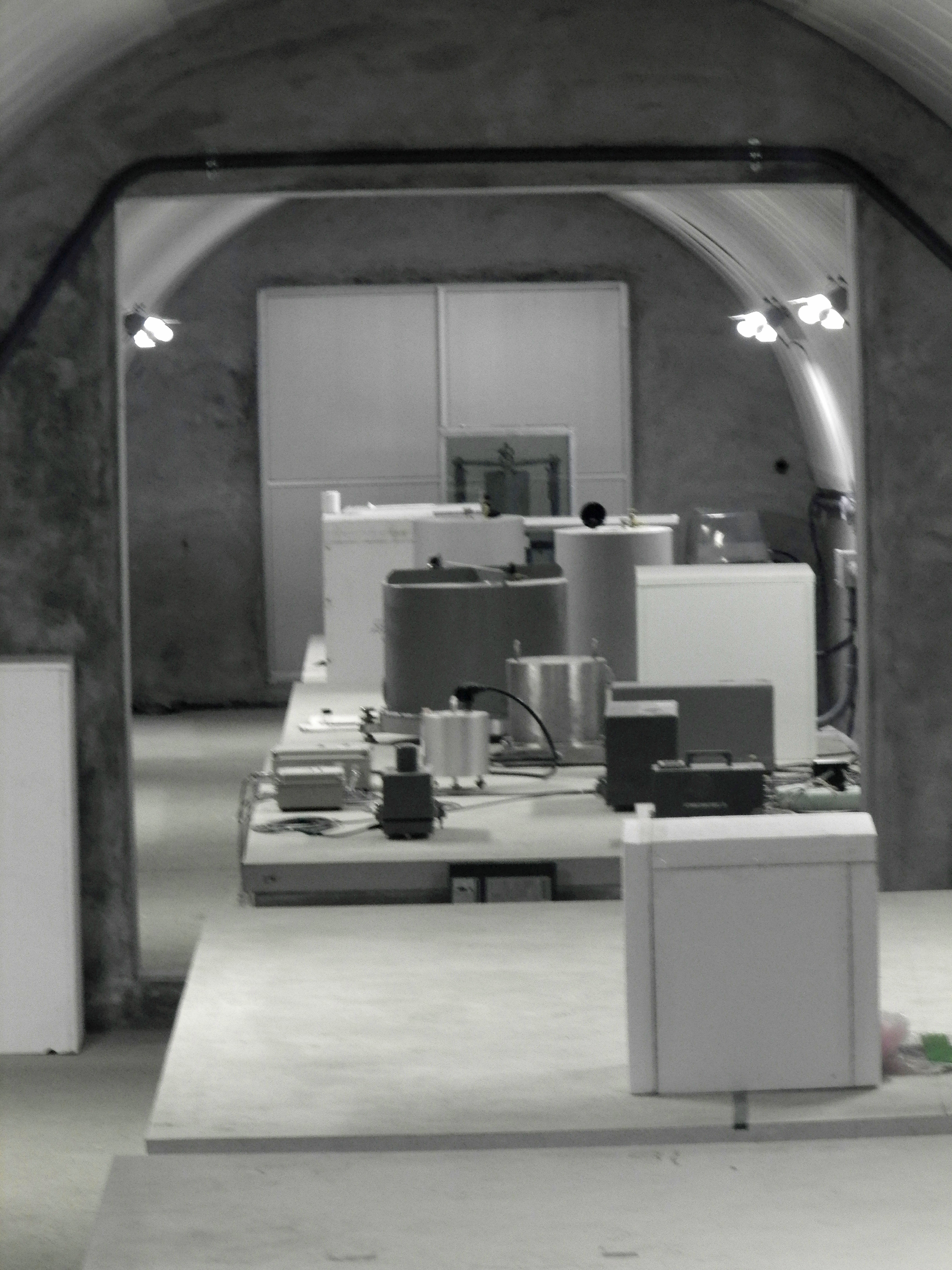
大坑道に設置されている地震計 (STS-1,STS-2,etc)

## 組織
職員が常駐していたときの松代地震観測所の組織上の位置づけは以下の通り。
- 国土交通省
  - 気象庁
    - 地震火山部
      - 地震津波監視課
        - 松代地震観測所
          - 所長
            - 技術専門官
              - 現業班

## 任務
- 中規模以上の地震の精密観測および通報。
- 地殻変動の観測。
- 地震観測機器の保守と試験および改良。
- 各種調査研究業務。
- 地震観測報告の刊行および配布。
- 国際協力
  - 包括的核実験禁止条約に基づく共同観測
  - IRIS（Incorporated Research Institution for Seismology）の日本観測点。
- 気象庁地震火山部、アメリカ地質調査所等に対する地震観測の報告。

### 国際協力
地下核実験の探知
包括的核実験禁止条約（CTBT）に基づく日本気象協会による地下核実験の探知（PS22）も行っており、ここの地震計で観測されているデータは、オンラインでウィーンにあるデータセンターに伝送されている（核爆発による人工地震は自然現象と波形が異なる）。
なお、松代に核実験の震動波が到達するのは、日本標準時の夜間に多かったため、より高精度な観測が行えた。
LISS & BUD
米国地質調査所（USGS）が運営するLISS（Live Internet Seismic Server）と、 IRISが運営する BUD（Buffer of Uniform Data）のデータをインターネット経由でリアルタイムで取得し、全世界の地震の震源や規模（別名：松代マグニチュード）を高精度で決定し、気象庁本庁に通知する。

## 主要観測機器
- 短周期地震計
- 短周期上下動地震計
- 長周期地震計
- 90型計測震度計
- 群列地震観測システム（MSAS）- 直径 10kmの円周上に7地点、ほぼ中央に2地点の合計9地点に高精度の地震計を配置。データはコンピュータ処理され、「1観測点で捉えられない微弱な地震波を検出」、地震波の到達時間の差から「震源の距離と方向、規模を求める」などを行う[9]。
- 石英管式水平歪み計 - 2基（東西、南北）各100mの長さ（長さ4mの石英管を25本連結している）
- 水管傾斜計
- 電磁式強震計、(機械式強震計は運用終了)
- STS-2型地震計
- ボアホール式広帯域地震計 CMG-3TB[10]。設置深さは705m。
- 加速度計 CMG-5TB

## 資料館のおもな展示物
- ウィーヘルト(Wiechert)式地震計
- ガッチリン地震計
- 大森式地震計
- ミルン式地震計

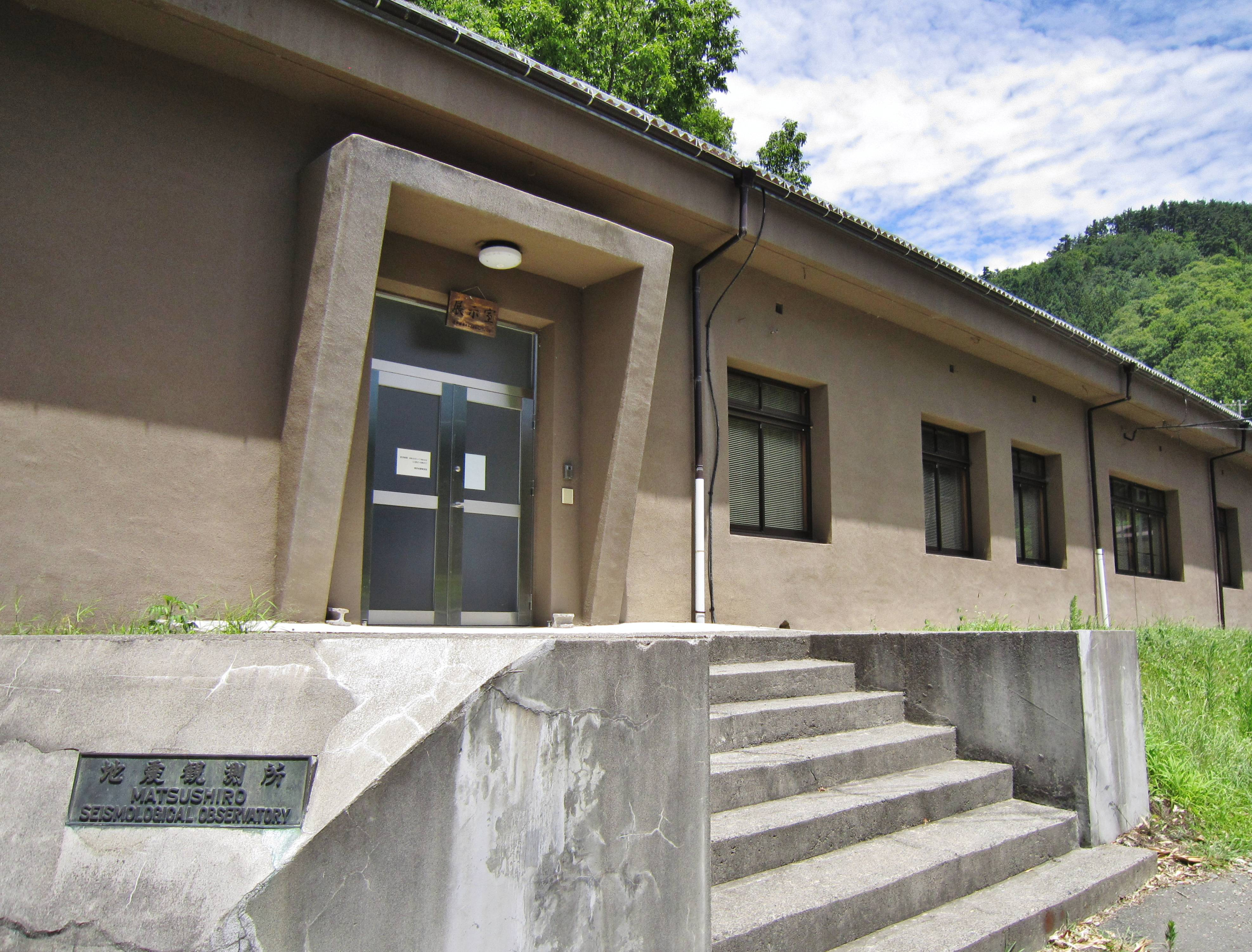
松代地震観測所3号庁舎（展示室）

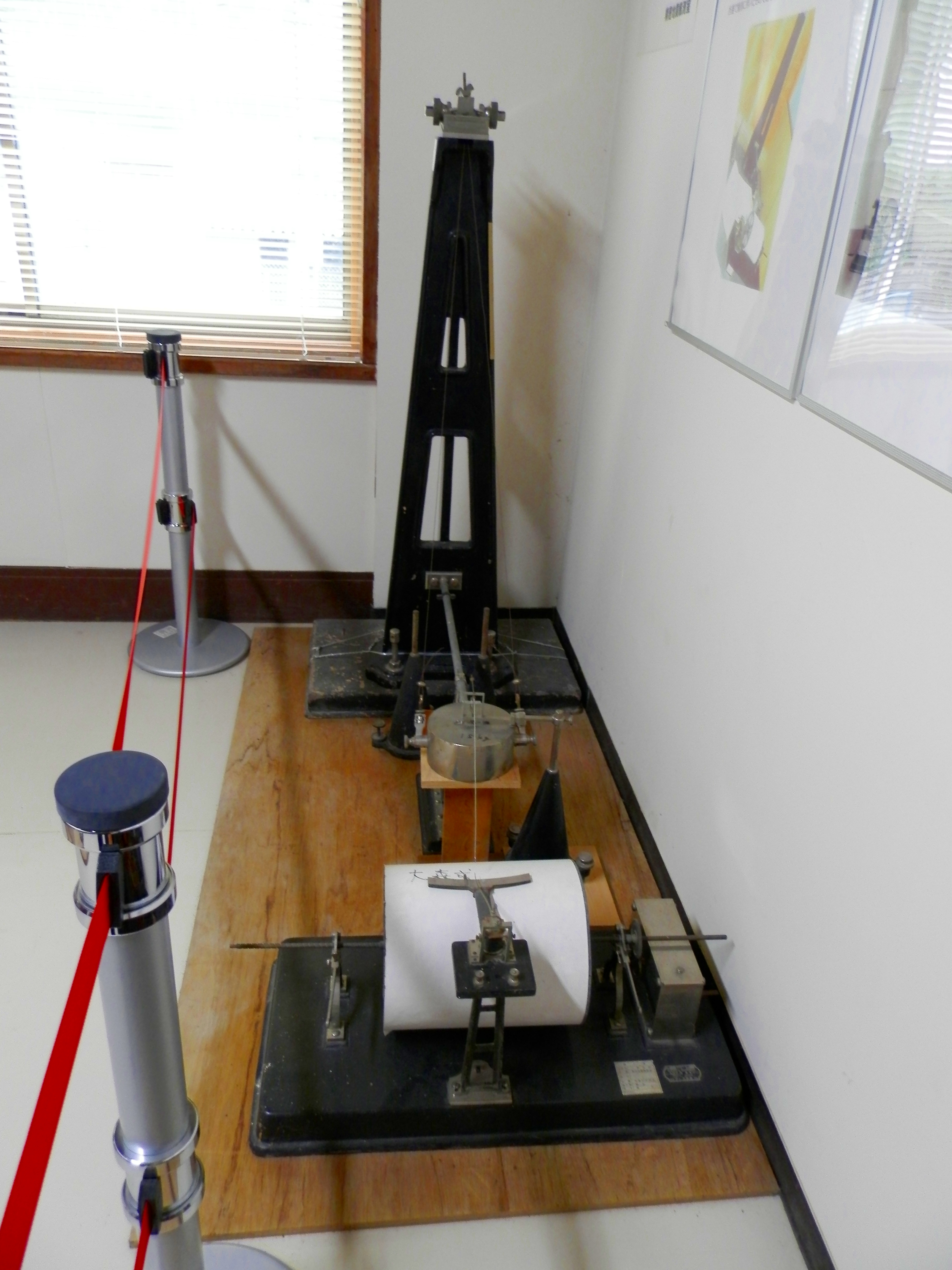
大森式地震計

- 世界標準地震計（USCGS:米国沿岸測地局）により1965年に設置、1980年代後半のSTS地震計設置まで運用。
  - ベニオフ式短周期地震計 - 固有周期1秒
  - プレス・ユーイング式長周期地震計 - 固有周期15秒
- 石本式高倍率地震計（56型高倍率地震計）
- ウッド・アンダーソン式地震計
- 簡単地震計（1940年以前の主力機）
- 普通地震計（1950年代の主力機）
- 59型光学式電磁地震計
- 59型直視式電磁地震計、59B型（派生形）
- 61型直視式電磁地震計
- 67型電磁地震計

## 交通アクセス
所在地（長野県長野市松代町西条3511）までの交通手段は以下の通り。
公共交通機関
JR・長野電鉄長野駅から路線バスで約40分、「松代高校」バス停で下車、徒歩約20分。JR篠ノ井駅やしなの鉄道・屋代駅からも松代高校に至る路線バスが運行されている（バス停までの所要時間は前者約30分、後者約25分）。
長野駅からタクシーで約30分。または松代駅からタクシーで約10分。
自家用自動車
上信越自動車道・長野インターチェンジから自動車で約10分。